# Thomas Bulkeley (7e vicomte Bulkeley)
Pour les articles homonymes, voir Bulkeley.
Thomas James Bulkeley, 7e vicomte Bulkeley, plus tard Warren-Bulkeley, (12 décembre 1752 - 3 juin 1822) est un aristocrate et un homme politique Anglais qui siège à la Chambre des communes de 1774 à 1784 puis qui est élevé à la pairie.

## Biographie
Thomas James Bulkeley est le fils posthume de James Bulkeley (6e vicomte Bulkeley), qui est mort 35 ans en 1752. Il fait ses études au Jesus College (Oxford), avant de faire le Grand Tour avec le marquis de Buckingham. Il remet une copie de St Michael de Guido Reni, soumettant le diable acquis à Rome, à la chapelle de Jesus College.
Comme plusieurs de ses ancêtres, il devient député du comté d'Anglesey, réélu en 1774 et 1780 . En 1777, il épouse Elizabeth Harriot, fille unique et héritière de Sir George Warren (homme politique). Bien qu'il ait voté contre le projet de loi sur les Indes orientales de Fox en 1783, il assiste à une réunion du groupe de députés du St. Alban's Tavern en 1784 qui souhaite unir Fox et Pitt. En mai 1784, il est créé pair anglais, comme baron Bulkeley, de Beaumaris, et doit quitter son siège à la Chambre des communes.
Il soutient William Pitt le Jeune sur la question de la régence en 1788. Il s'exprime devant les Lords à propos de la loi sur le traitement des élections de 1796. Il s'oppose au "projet de loi sur l'adultère" en 1800. Lors du procès de destitution du vicomte Melville 1806, Bulkeley déclare Melville coupable des sixième et septième chefs d'accusation.
En 1802, il change de nom, avec licence royale, en Thomas James Warren-Bulkeley. Il meurt sans descendance en 1822 à Englefield Green. Sa femme est morte en 1832 ; elle laisse la propriété à un parent de George Fleming Leicester, à condition qu'il change son nom de famille en Warren.